# Blair Athol (distillerie)
 (novembre 2021).
Si vous disposez d'ouvrages ou d'articles de référence ou si vous connaissez des sites web de qualité traitant du thème abordé ici, merci de compléter l'article en donnant les références utiles à sa vérifiabilité et en les liant à la section « Notes et références ».
Pour les articles homonymes, voir Blair Athol.
Blair Athol est une distillerie de whisky située à Pitlochry dans la région du Perthshire dans les Highlands.

## Histoire
La distillerie de Blair Athol a été créée en 1798 par John Stewart et Robert Robertson. La distillerie est alors baptisée Aldour Distillery. Le nom tient son origine de la rivière Allt Adour qui coule à proximité. Devenu seul propriétaire, Robertson agrandit la distillerie en 1825 et lui donne son nom actuel Blair Athol. La distillerie est vendue en 1882, Peter Makanzie en devient le propriétaire. La distillerie reste active jusqu’en 1932 date à laquelle elle est fermée. Un an plus tard, elle est rachetée par la société Arthur Bell & Sons Ltd. La production ne reprend toutefois pas avant 1949 après rénovation. En 1973, le nombre d’alambics est augmenté pour passer de 2 à 4. United Distillers rachète la distillerie en 1985 et entreprend de créer un centre d’accueil pour les visiteurs. La marque appartient maintenant au groupe Diageo.

## Production
L’eau utilisée à Blair Athol provient de la source Allt Dour Burn. Le malt est acheminé depuis la malterie de Glen Ord. La distillerie dispose d’un mashtun de huit tonnes et de huit cuves de fermentation, quatre en bois de mélèze et quatre en acier inoxydable, chacune de 40 000 litres. La distillation se fait au moyen de quatre alambics, deux wash stills de 13 000 litres et deux spirit stills de 11 000 litres chauffés à la vapeur.
Embouteillage officiel
- Blair Athol 12 ans (Flora & Fauna)

Embouteillage indépendant
De nombreux embouteilleurs indépendants proposent quelques versions de Blair Athol. On retrouve les produits de la distillerie dans les catalogues de Cadenhead et Douglas Laing.